# Tombe dei giganti della provincia di Oristano
Le tombe dei giganti della provincia di Oristano:

## Tombe dei giganti
| Nome                                            | Comune              | Coordinate           | Mappa |
| ----------------------------------------------- | ------------------- | -------------------- | ----- |
| tomba dei giganti di Aiga                       | Abbasanta           | 40.15386°N 8.78239°E | Mappa |
| tomba dei giganti di Cannas Mannu               | Abbasanta           | 40.12467°N 8.7504°E  | Mappa |
| tomba dei giganti di Fustigheddu                | Abbasanta           | 40.15981°N 8.72222°E | Mappa |
| tomba dei giganti di Losa                       | Abbasanta           | 40.11485°N 8.78902°E | Mappa |
| tomba dei giganti di Mesu Enas                  | Abbasanta           | 40.16064°N 8.75786°E | Mappa |
| tomba dei giganti di Mura Iddari                | Abbasanta           | 40.16311°N 8.74933°E | Mappa |
| tomba dei giganti di Perda Crappida             | Abbasanta           | 40.14358°N 8.7499°E  | Mappa |
| tomba dei giganti di su Cantaru                 | Abbasanta           | 40.14381°N 8.75948°E | Mappa |
| tomba dei giganti di su Portale Mannu           | Abbasanta           | 40.12151°N 8.77005°E | Mappa |
| tomba dei giganti di su Pranu                   | Abbasanta           | 40.15517°N 8.75801°E | Mappa |
| tomba dei giganti di su Tentorzu                | Abbasanta           | 40.15623°N 8.75483°E | Mappa |
| tomba dei giganti di Zuras                      | Abbasanta           | 40.13396°N 8.77826°E | Mappa |
| tomba dei giganti di Benezziddo                 | Aidomaggiore        | 40.18883°N 8.81281°E | Mappa |
| tomba dei giganti di Binza Longa                | Aidomaggiore        | 40.17471°N 8.8643°E  | Mappa |
| tomba dei giganti di Bolessene                  | Aidomaggiore        | 40.18293°N 8.87401°E | Mappa |
| tomba dei giganti di Crobeccada                 | Aidomaggiore        | 40.17828°N 8.86693°E | Mappa |
| tomba dei giganti di Frontelizzos               | Aidomaggiore        | 40.15665°N 8.87091°E | Mappa |
| tomba dei giganti di Iscrallotze                | Aidomaggiore        | 40.17716°N 8.86914°E | Mappa |
| tomba dei giganti di Maschiola                  | Aidomaggiore        | 40.18748°N 8.86763°E | Mappa |
| tomba dei giganti di Massana Maiore             | Aidomaggiore        | 40.17092°N 8.80803°E | Mappa |
| tomba dei giganti di Mura Era                   | Aidomaggiore        | 40.19444°N 8.84302°E | Mappa |
| tomba dei giganti di Ozzilo I                   | Aidomaggiore        | 40.15666°N 8.84603°E | Mappa |
| tomba dei giganti di Ozzilo II                  | Aidomaggiore        | 40.15709°N 8.84689°E | Mappa |
| tomba dei giganti di Padru Longu                | Aidomaggiore        | 40.15242°N 8.88008°E | Mappa |
| tomba dei giganti di Pedra Niedda               | Aidomaggiore        | 40.16851°N 8.86747°E | Mappa |
| tomba dei giganti di Perria I                   | Aidomaggiore        | 40.16031°N 8.88419°E | Mappa |
| tomba dei giganti di Perria II                  | Aidomaggiore        | 40.16237°N 8.8835°E  | Mappa |
| tomba dei giganti di sa Mura                    | Aidomaggiore        | 40.14918°N 8.87612°E | Mappa |
| tomba dei giganti di sa Mura 'e Iogu            | Aidomaggiore        | 40.15311°N 8.87994°E | Mappa |
| tomba dei giganti di sa Serra 'e su Oe          | Aidomaggiore        | 40.16866°N 8.88092°E | Mappa |
| tomba dei giganti di sa Tanca 'e s'Ozzastru I   | Aidomaggiore        | 40.17723°N 8.86075°E | Mappa |
| tomba dei giganti di sa Tanca 'e s'Ozzastru II  | Aidomaggiore        | 40.17741°N 8.86156°E | Mappa |
| tomba dei giganti di sa Tanca 'e s'Ozzastru III | Aidomaggiore        | 40.17729°N 8.86283°E | Mappa |
| tomba dei giganti di sa Tanca 'e su Crecu I     | Aidomaggiore        | 40.18031°N 8.86259°E | Mappa |
| tomba dei giganti di sa Tanca 'e su Crecu II    | Aidomaggiore        | 40.18001°N 8.86304°E | Mappa |
| tomba dei giganti di sa Tanca 'e su Crecu III   | Aidomaggiore        | 40.18202°N 8.86442°E | Mappa |
| tomba dei giganti di Santa Veliriga             | Aidomaggiore        | 40.16413°N 8.86033°E | Mappa |
| tomba dei giganti di Santu Pedru                | Aidomaggiore        | 40.15719°N 8.8508°E  | Mappa |
| tomba dei giganti di Santu Pedru II             | Aidomaggiore        | 40.15652°N 8.85264°E | Mappa |
| tomba dei giganti di Santu Pedru III            | Aidomaggiore        | 40.1558°N 8.85269°E  | Mappa |
| tomba dei giganti di s'Aspru I                  | Aidomaggiore        | 40.15826°N 8.82322°E | Mappa |
| tomba dei giganti di s'Aspru II                 | Aidomaggiore        | 40.15854°N 8.82365°E | Mappa |
| tomba dei giganti di Sedinas                    | Aidomaggiore        | 40.16375°N 8.85426°E | Mappa |
| tomba dei giganti di Sorighina                  | Aidomaggiore        | 40.16706°N 8.85461°E | Mappa |
| tomba dei giganti di Uras I                     | Aidomaggiore        | 40.16726°N 8.88317°E | Mappa |
| tomba dei giganti di Uras II                    | Aidomaggiore        | 40.16615°N 8.88137°E | Mappa |
| tomba dei giganti di Senadrozzu                 | Bauladu             | 40.03649°N 8.67252°E | Mappa |
| tomba dei giganti di Zrighidanu                 | Bauladu             | 40.03453°N 8.70186°E | Mappa |
| tomba dei giganti di Zrighidanu II              | Bauladu             | 40.0344°N 8.70131°E  | Mappa |
| tomba dei giganti di Bau Codinas                | Bonarcado           | 40.08195°N 8.66613°E | Mappa |
| tomba dei giganti di Bena Izi                   | Bonarcado           | 40.09501°N 8.68858°E | Mappa |
| tomba dei giganti di Bena Sinis                 | Bonarcado           | 40.08791°N 8.67671°E | Mappa |
| tomba dei giganti di Cadone                     | Bonarcado           | 40.09654°N 8.67764°E | Mappa |
| tomba dei giganti di Serra Crastula             | Bonarcado           | 40.10322°N 8.68287°E | Mappa |
| tomba dei giganti di Ostele                     | Boroneddu           | 40.11718°N 8.86441°E | Mappa |
| tomba dei giganti di Sumboe                     | Boroneddu           | 40.09422°N 8.86239°E | Mappa |
| tomba dei giganti di s'Abba Druche              | Bosa                | 40.31841°N 8.46623°E | Mappa |
| tomba dei giganti di Sa Gora de Sa Scafa        | Cabras              | 39.92972°N 8.42655°E | Mappa |
| tomba dei giganti di Appara                     | Cuglieri            | 40.12375°N 8.49896°E | Mappa |
| tomba dei giganti di Bada 'e Cheddas            | Cuglieri            | 40.18736°N 8.54592°E | Mappa |
| tomba dei giganti di Lenaghe                    | Cuglieri            | 40.09249°N 8.50716°E | Mappa |
| tomba dei giganti di Longu                      | Cuglieri            | 40.15598°N 8.47361°E | Mappa |
| tomba dei giganti di Monti Laccana              | Cuglieri            | 40.16117°N 8.47926°E | Mappa |
| tomba dei giganti di Murafaina                  | Cuglieri            | 40.18031°N 8.50001°E | Mappa |
| tomba dei giganti di Oraggiana                  | Cuglieri            | 40.15676°N 8.4838°E  | Mappa |
| tomba dei giganti di Oratanda                   | Cuglieri            | 40.17438°N 8.49798°E | Mappa |
| tomba dei giganti di Oratanda 'e Mesu           | Cuglieri            | 40.17718°N 8.49724°E | Mappa |
| tomba dei giganti di sas Presones               | Cuglieri            | 40.16428°N 8.48385°E | Mappa |
| tomba dei giganti di Spinalba                   | Cuglieri            | 40.19491°N 8.51449°E | Mappa |
| tomba dei giganti di su Livrandu                | Cuglieri            | 40.17689°N 8.50335°E | Mappa |
| tomba dei giganti di su Lizzu                   | Cuglieri            | 40.15839°N 8.4984°E  | Mappa |
| tomba dei giganti di Teuladu                    | Cuglieri            | 40.17718°N 8.47736°E | Mappa |
| tomba dei giganti di Zorgia 'e Cogu             | Cuglieri            | 40.17753°N 8.48858°E | Mappa |
| tomba dei giganti di Zorgia 'e Cogu II          | Cuglieri            | 40.17746°N 8.4906°E  | Mappa |
| tomba dei giganti di Amenta                     | Flussio             | 40.24443°N 8.56748°E | Mappa |
| tomba dei giganti di sos Trainos                | Flussio             | 40.24165°N 8.56193°E | Mappa |
| tomba dei giganti di Aunes                      | Ghilarza            | 40.08643°N 8.85994°E | Mappa |
| tomba dei giganti di Canchedda                  | Ghilarza            | 40.07471°N 8.81557°E | Mappa |
| tomba dei giganti di Crastu                     | Ghilarza            | 40.14182°N 8.86343°E | Mappa |
| tomba dei giganti di Meddaris                   | Ghilarza            | 40.09682°N 8.85661°E | Mappa |
| tomba dei giganti di Mortos                     | Ghilarza            | 40.1365°N 8.86298°E  | Mappa |
| tomba dei giganti di Orgosi                     | Ghilarza            | 40.07737°N 8.83912°E | Mappa |
| tomba dei giganti di is Lapideddas I            | Gonnosnò            | 39.75399°N 8.86654°E | Mappa |
| tomba dei giganti di is Lapideddas II           | Gonnosnò            | 39.75416°N 8.86673°E | Mappa |
| tomba dei giganti di is Lapideddas III          | Gonnosnò            | 39.75433°N 8.86682°E | Mappa |
| tomba dei giganti di is Lapideddas IV           | Gonnosnò            | 39.7542°N 8.86678°E  | Mappa |
| tomba dei giganti di Bingia 'e Monti            | Gonnostramatza      | 39.67043°N 8.81478°E | Mappa |
| tomba dei giganti di Sant'Arbara                | Magomadas           | 40.24895°N 8.5439°E  | Mappa |
| tomba dei giganti di Corongiu Arrubiu           | Masullas            | 39.71295°N 8.75571°E | Mappa |
| tomba dei giganti di Murranca                   | Masullas            | 39.69961°N 8.76949°E | Mappa |
| tomba dei giganti di Campischeddu               | Milis               | 40.05021°N 8.6201°E  | Mappa |
| tomba dei giganti di Mura Cabonis               | Milis               | 40.05554°N 8.66608°E | Mappa |
| tomba dei giganti di Turriga                    | Milis               | 40.05092°N 8.62915°E | Mappa |
| tomba dei giganti di Corte Marroni              | Mogoro              | 39.6909°N 8.73761°E  | Mappa |
| tomba dei giganti di Cruccu di Mogoro           | Mogoro              | 39.68589°N 8.80293°E | Mappa |
| tomba dei giganti di is Carrelis                | Mogoro              | 39.6809°N 8.74284°E  | Mappa |
| tomba dei giganti di Nieddu                     | Mogoro              | 39.66978°N 8.77892°E | Mappa |
| tomba dei giganti di San Pietro                 | Mogoro              | 39.67251°N 8.72363°E | Mappa |
| tomba dei giganti di Serra Muru                 | Mogoro              | 39.68506°N 8.73847°E | Mappa |
| tomba dei giganti di Nuratolu I                 | Montresta           | 40.40529°N 8.48767°E | Mappa |
| tomba dei giganti di Nuratolu II                | Montresta           | 40.40507°N 8.48794°E | Mappa |
| tomba dei giganti di Accas                      | Narbolia            | 40.03639°N 8.56092°E | Mappa |
| tomba dei giganti di Campu Dare                 | Narbolia            | 40.04221°N 8.55252°E | Mappa |
| tomba dei giganti di Campu Dare II              | Narbolia            | 40.04086°N 8.55201°E | Mappa |
| tomba dei giganti di Campu Longu                | Narbolia            | 40.03748°N 8.54855°E | Mappa |
| tomba dei giganti di Funtana 'e Pira I          | Narbolia            | 40.04069°N 8.54635°E | Mappa |
| tomba dei giganti di Funtana 'e Pira II         | Narbolia            | 40.04042°N 8.54693°E | Mappa |
| tomba dei giganti di Funtana 'e Pira III        | Narbolia            | 40.03974°N 8.54901°E | Mappa |
| tomba dei giganti di Funtana 'e Pira IV         | Narbolia            | 40.03882°N 8.54898°E | Mappa |
| tomba dei giganti di sa Chea Manna              | Narbolia            | 40.03104°N 8.55548°E | Mappa |
| tomba dei giganti di Tunis                      | Narbolia            | 40.04227°N 8.58514°E | Mappa |
| tomba dei giganti di Montigu                    | Norbello            | 40.19052°N 8.77123°E | Mappa |
| tomba dei giganti di Perdu Cossu                | Norbello            | 40.14871°N 8.8287°E  | Mappa |
| tomba dei giganti di Perdu Cossu II             | Norbello            | 40.14702°N 8.82733°E | Mappa |
| tomba dei giganti di Perdu Cossu III            | Norbello            | 40.15133°N 8.83011°E | Mappa |
| tomba dei giganti di sa Perda Piccada           | Norbello            | 40.16341°N 8.77528°E | Mappa |
| tomba dei giganti di Suei                       | Norbello            | 40.14527°N 8.82954°E | Mappa |
| tomba dei giganti di Monte Gonella              | Oristano            | 39.96404°N 8.59226°E | Mappa |
| tomba dei giganti di Atzara                     | Paulilatino         | 40.08454°N 8.71301°E | Mappa |
| tomba dei giganti di Atzara II                  | Paulilatino         | 40.0862°N 8.71272°E  | Mappa |
| tomba dei giganti di Atzara III                 | Paulilatino         | 40.08749°N 8.71077°E | Mappa |
| tomba dei giganti di Bartaramu                  | Paulilatino         | 40.08062°N 8.70426°E | Mappa |
| tomba dei giganti di Battizzones                | Paulilatino         | 40.09174°N 8.72291°E | Mappa |
| tomba dei giganti di Bidil 'e Pira I            | Paulilatino         | 40.10194°N 8.71071°E | Mappa |
| tomba dei giganti di Bidil 'e Pira II           | Paulilatino         | 40.10224°N 8.71095°E | Mappa |
| tomba dei giganti di Carducca                   | Paulilatino         | 40.03694°N 8.75749°E | Mappa |
| tomba dei giganti di Funtana Aurras             | Paulilatino         | 40.07138°N 8.73025°E | Mappa |
| tomba dei giganti di Goronna I                  | Paulilatino         | 40.08389°N 8.73837°E | Mappa |
| tomba dei giganti di Goronna II                 | Paulilatino         | 40.08415°N 8.73841°E | Mappa |
| tomba dei giganti di Goronna III                | Paulilatino         | 40.08389°N 8.7387°E  | Mappa |
| tomba dei giganti di Goronna IV                 | Paulilatino         | 40.0855°N 8.73848°E  | Mappa |
| tomba dei giganti di Goronna V                  | Paulilatino         | 40.08571°N 8.73607°E | Mappa |
| tomba dei giganti di Mura Cuada                 | Paulilatino         | 40.03998°N 8.71709°E | Mappa |
| tomba dei giganti di Mura Filighes              | Paulilatino         | 40.06882°N 8.7257°E  | Mappa |
| tomba dei giganti di Nussiu                     | Paulilatino         | 40.11471°N 8.76216°E | Mappa |
| tomba dei giganti di Oschina                    | Paulilatino         | 40.05952°N 8.75127°E | Mappa |
| tomba dei giganti di Pardulette                 | Paulilatino         | 40.06649°N 8.7415°E  | Mappa |
| tomba dei giganti di Perdosu                    | Paulilatino         | 40.05493°N 8.73204°E | Mappa |
| tomba dei giganti di Perdu Pes                  | Paulilatino         | 40.10094°N 8.72272°E | Mappa |
| tomba dei giganti di sa Minda                   | Paulilatino         | 40.0762°N 8.70483°E  | Mappa |
| tomba dei giganti di sas Losas                  | Paulilatino         | 40.10188°N 8.69236°E | Mappa |
| tomba dei giganti di Trudumeddu                 | Paulilatino         | 40.04952°N 8.77754°E | Mappa |
| tomba dei giganti di Tuppa 'e Porro             | Paulilatino         | 40.06242°N 8.75607°E | Mappa |
| tomba dei giganti di su Cuccuru Mannu           | Riola Sardo         | 40.00134°N 8.41255°E | Mappa |
| tomba dei giganti di Su Crastu Covaccada        | Sagama              | 40.26664°N 8.58284°E | Mappa |
| tomba dei giganti di Triganino                  | Sagama              | 40.26039°N 8.61218°E | Mappa |
| tomba dei giganti di Arisatzu                   | Samugheo            | 39.9546°N 8.91756°E  | Mappa |
| tomba dei giganti di Perda Arrubia              | Samugheo            | 39.97828°N 9.01029°E | Mappa |
| tomba dei giganti di San Nicola                 | San Vero Milis      | 40.00393°N 8.57094°E | Mappa |
| tomba dei giganti di su Sarticheddu             | San Vero Milis      | 40.02393°N 8.61081°E | Mappa |
| tomba dei giganti di Balinu Casu                | Santu Lussurgiu     | 40.14865°N 8.68308°E | Mappa |
| tomba dei giganti di Campu Scudu                | Santu Lussurgiu     | 40.10648°N 8.68128°E | Mappa |
| tomba dei giganti di Campu Scudu II             | Santu Lussurgiu     | 40.10682°N 8.68138°E | Mappa |
| tomba dei giganti di Elighe Onna                | Santu Lussurgiu     | 40.20122°N 8.67601°E | Mappa |
| tomba dei giganti di Mandra 'e sa Iua           | Santu Lussurgiu     | 40.13698°N 8.7076°E  | Mappa |
| tomba dei giganti di Meriagu Oes                | Santu Lussurgiu     | 40.17012°N 8.71841°E | Mappa |
| tomba dei giganti di Mura Surzagas              | Santu Lussurgiu     | 40.10891°N 8.68458°E | Mappa |
| tomba dei giganti di Mura Tuffau                | Santu Lussurgiu     | 40.14727°N 8.72358°E | Mappa |
| tomba dei giganti di Pradu Maiore               | Santu Lussurgiu     | 40.13272°N 8.73108°E | Mappa |
| tomba dei giganti di Santa Vittoria             | Santu Lussurgiu     | 40.15473°N 8.67439°E | Mappa |
| tomba dei giganti di Santu Miale                | Santu Lussurgiu     | 40.11177°N 8.69604°E | Mappa |
| tomba dei giganti di sos Predosos               | Santu Lussurgiu     | 40.18331°N 8.6266°E  | Mappa |
| tomba dei giganti di Zaga 'e Muru               | Santu Lussurgiu     | 40.20063°N 8.74291°E | Mappa |
| tomba dei giganti di Beranula                   | Scano di Montiferro | 40.23757°N 8.56691°E | Mappa |
| tomba dei giganti di Nuracale                   | Scano di Montiferro | 40.23259°N 8.5822°E  | Mappa |
| tomba dei giganti di Pedras Doladas             | Scano di Montiferro | 40.21632°N 8.61397°E | Mappa |
| tomba dei giganti di Pedriscudu                 | Scano di Montiferro | 40.22509°N 8.57517°E | Mappa |
| tomba dei giganti di sas Serras                 | Scano di Montiferro | 40.25182°N 8.62064°E | Mappa |
| tomba dei giganti di su Crastu Iscrittu         | Scano di Montiferro | 40.25696°N 8.60988°E | Mappa |
| tomba dei giganti di Sulu                       | Scano di Montiferro | 40.22442°N 8.61309°E | Mappa |
| tomba dei giganti di Banzos                     | Sedilo              | 40.17717°N 8.92348°E | Mappa |
| tomba dei giganti di Battos I                   | Sedilo              | 40.20454°N 8.92815°E | Mappa |
| tomba dei giganti di Battos II                  | Sedilo              | 40.20469°N 8.92845°E | Mappa |
| tomba dei giganti di Battos III                 | Sedilo              | 40.20711°N 8.9247°E  | Mappa |
| tomba dei giganti di Bonaera                    | Sedilo              | 40.17746°N 8.98387°E | Mappa |
| tomba dei giganti di Brebeghenieddu             | Sedilo              | 40.20397°N 8.91516°E | Mappa |
| tomba dei giganti di Busoro I                   | Sedilo              | 40.1895°N 8.92459°E  | Mappa |
| tomba dei giganti di Busoro II                  | Sedilo              | 40.19034°N 8.92507°E | Mappa |
| tomba dei giganti di Filighe I                  | Sedilo              | 40.19272°N 8.87886°E | Mappa |
| tomba dei giganti di Filighe II                 | Sedilo              | 40.19218°N 8.87895°E | Mappa |
| tomba dei giganti di Filighe III                | Sedilo              | 40.19184°N 8.87797°E | Mappa |
| tomba dei giganti di Filigorri I                | Sedilo              | 40.19179°N 8.99963°E | Mappa |
| tomba dei giganti di Filigorri II               | Sedilo              | 40.19013°N 9.00433°E | Mappa |
| tomba dei giganti di Filigorri III              | Sedilo              | 40.18692°N 8.99846°E | Mappa |
| tomba dei giganti di Filigorri IV               | Sedilo              | 40.18549°N 8.9991°E  | Mappa |
| tomba dei giganti di Iloi I                     | Sedilo              | 40.15946°N 8.89979°E | Mappa |
| tomba dei giganti di Iloi II                    | Sedilo              | 40.15936°N 8.89941°E | Mappa |
| tomba dei giganti di Lighei                     | Sedilo              | 40.18261°N 8.90659°E | Mappa |
| tomba dei giganti di Luciferu                   | Sedilo              | 40.18865°N 8.9932°E  | Mappa |
| tomba dei giganti di Lure                       | Sedilo              | 40.20639°N 8.90293°E | Mappa |
| tomba dei giganti di Melas                      | Sedilo              | 40.20537°N 8.91868°E | Mappa |
| tomba dei giganti di Melas I                    | Sedilo              | 40.20398°N 8.91926°E | Mappa |
| tomba dei giganti di Mura 'e Mei                | Sedilo              | 40.19406°N 8.91657°E | Mappa |
| tomba dei giganti di Oligai                     | Sedilo              | 40.19666°N 8.88286°E | Mappa |
| tomba dei giganti di Orbezzari                  | Sedilo              | 40.17506°N 8.9511°E  | Mappa |
| tomba dei giganti di Orzanghene                 | Sedilo              | 40.19761°N 8.90361°E | Mappa |
| tomba dei giganti di sa Maddalena               | Sedilo              | 40.1952°N 8.91179°E  | Mappa |
| tomba dei giganti di Salighe Nanu I             | Sedilo              | 40.15169°N 8.89916°E | Mappa |
| tomba dei giganti di Salighe Nanu II            | Sedilo              | 40.15225°N 8.90558°E | Mappa |
| tomba dei giganti di San Costantino             | Sedilo              | 40.16783°N 8.93733°E | Mappa |
| tomba dei giganti di Santu Antine 'e Campu I    | Sedilo              | 40.19235°N 8.89617°E | Mappa |
| tomba dei giganti di Santu Antine 'e Campu II   | Sedilo              | 40.19542°N 8.89381°E | Mappa |
| tomba dei giganti di Santu Antine 'e Campu III  | Sedilo              | 40.19311°N 8.88898°E | Mappa |
| tomba dei giganti di Scudu I                    | Sedilo              | 40.17134°N 8.88586°E | Mappa |
| tomba dei giganti di Scudu II                   | Sedilo              | 40.17476°N 8.88718°E | Mappa |
| tomba dei giganti di Serra Maiore               | Sedilo              | 40.16519°N 8.96022°E | Mappa |
| tomba dei giganti di Serra sas Tanas I          | Sedilo              | 40.18208°N 8.99694°E | Mappa |
| tomba dei giganti di Serra sas Tanas II         | Sedilo              | 40.18366°N 8.99349°E | Mappa |
| tomba dei giganti di su Croe                    | Sedilo              | 40.15464°N 8.921°E   | Mappa |
| tomba dei giganti di su Marghinile              | Sedilo              | 40.1731°N 8.92449°E  | Mappa |
| tomba dei giganti di Tosinghene                 | Sedilo              | 40.18719°N 8.87256°E | Mappa |
| tomba dei giganti di Arriu Pitziu               | Seneghe             | 40.07963°N 8.59999°E | Mappa |
| tomba dei giganti di Benandria                  | Seneghe             | 40.07964°N 8.59773°E | Mappa |
| tomba dei giganti di Cinimureddus               | Seneghe             | 40.09026°N 8.59584°E | Mappa |
| tomba dei giganti di sa Facch'e s'Altare        | Seneghe             | 40.07852°N 8.59197°E | Mappa |
| tomba dei giganti di s'Omo e sas Zanas I        | Seneghe             | 40.08842°N 8.59265°E | Mappa |
| tomba dei giganti di s'Omo e sas Zanas II       | Seneghe             | 40.08789°N 8.59473°E | Mappa |
| tomba dei giganti di Pedra Murugu               | Sennariolo          | 40.22785°N 8.52317°E | Mappa |
| tomba dei giganti di Calavrighedu               | Soddì               | 40.12855°N 8.87181°E | Mappa |
| tomba dei giganti di Crastu                     | Soddì               | 40.13823°N 8.86684°E | Mappa |
| tomba dei giganti di Candala                    | Sorradile           | 40.12286°N 8.9136°E  | Mappa |
| tomba dei giganti di Urasala                    | Sorradile           | 40.11999°N 8.91066°E | Mappa |
| tomba dei giganti di Assi                       | Suni                | 40.32926°N 8.58938°E | Mappa |
| tomba dei giganti di Matta Larentu              | Suni                | 40.27756°N 8.603°E   | Mappa |
| tomba dei giganti di su Natolu Biancu           | Suni                | 40.326°N 8.55924°E   | Mappa |
| tomba dei giganti di su Pranu                   | Tadasuni            | 40.11439°N 8.87897°E | Mappa |
| tomba dei giganti di su Crastu Covaccadu        | Tinnura             | 40.27463°N 8.56707°E | Mappa |
| tomba dei giganti di su Figante                 | Tinnura             | 40.26622°N 8.563°E   | Mappa |
| tomba dei giganti di Martine I                  | Tresnuraghes        | 40.22871°N 8.51697°E | Mappa |
| tomba dei giganti di Martine II                 | Tresnuraghes        | 40.22932°N 8.51707°E | Mappa |
| tomba dei giganti di Pedristante                | Tresnuraghes        | 40.2233°N 8.50691°E  | Mappa |
| tomba dei giganti di Pischina 'e Ainos          | Tresnuraghes        | 40.20857°N 8.49247°E | Mappa |
| tomba dei giganti di sa Sea                     | Tresnuraghes        | 40.23406°N 8.52839°E | Mappa |
| tomba dei giganti di Tepporo                    | Tresnuraghes        | 40.22092°N 8.49444°E | Mappa |
| tomba dei giganti di Leonaghe                   | Ula Tirso           | 40.062°N 8.8789°E    | Mappa |
| tomba dei giganti di Minda Arbuzzu              | Ula Tirso           | 40.0505°N 8.88199°E  | Mappa |
| tomba dei giganti di Tuselo                     | Ula Tirso           | 40.0158°N 8.94013°E  | Mappa |
| tomba dei giganti di sa Domu Beccia             | Uras                | 39.6916°N 8.71143°E  | Mappa |
| tomba dei giganti di sa Domu Beccia II          | Uras                | 39.68958°N 8.71368°E | Mappa |
| tomba dei giganti di Serdis                     | Uras                | 39.69112°N 8.71693°E | Mappa |
| tomba dei giganti di Montrigu Pastoris          | Usellus             | 39.82706°N 8.86588°E | Mappa |
| tomba dei giganti di Motrox 'e Bois             | Usellus             | 39.83553°N 8.82696°E | Mappa |
| tomba dei giganti di Cradaxius                  | Villaurbana         | 39.86523°N 8.7593°E  | Mappa |
| tomba dei giganti di Serra Ebbruzzu             | Zerfaliu            | 39.98272°N 8.73718°E | Mappa |